# Lauben (Bassa Algovia)
Lauben è un comune tedesco di 1 351 abitanti, situato nel land della Baviera.